# Troon, England
Troon är en by i Cornwall distrikt i Cornwall grevskap i England. Byn är belägen 17,9 km 
från Truro. Orten har 1 486 invånare (2015).